# Halichoeres solorensis
Halichoeres solorensis là một loài cá biển thuộc chi Halichoeres trong họ Cá bàng chài. Loài này được mô tả lần đầu tiên vào năm 1853.

## Từ nguyên
Từ định danh solorensis được đặt theo tên gọi của đảo Solor (Indonesia), nơi mà mẫu định danh của loài cá này được thu thập (–ensis: hậu tố biểu thị nơi chốn).

## Phạm vi phân bố và môi trường sống
H. solorensis có phạm vi phân bố giới hạn ở Đông Nam Á (Indonesia, Philippines và Việt Nam) và Papua New Guinea. Ở Việt Nam, H. solorensis được ghi nhận tại cù lao Chàm (Quảng Nam).
H. solorensis sống trên các rạn san hô viền bờ và trong đầm phá, nơi có nền đáy cát lẫn đá vụn ở độ sâu khoảng 10–40 m.

## Mô tả
H. solorensis có chiều dài cơ thể tối đa được ghi nhận là 18 cm. Cá trưởng thành có màu xanh lục với các vệt sọc màu hồng cam trên đầu; đầu ửng màu vàng lục. Vảy có các chấm màu trắng nhạt. Vây lưng và vây hậu môn có các hàng chấm đỏ; ở phía trước vây lưng có một đốm vàng-đen. Vây đuôi có các vệt sọc màu hồng tím. Cá con có thêm hai đốm màu xanh đen viền trắng trên cơ thể: một ở giữa vây lưng và một ở trên gốc vây đuôi.
Số gai ở vây lưng: 9; Số tia vây ở vây lưng: 11; Số gai ở vây hậu môn: 3; Số tia vây ở vây hậu môn: 11; Số gai ở vây bụng: 1; Số tia vây ở vây bụng: 5.

## Sinh thái học
Thức ăn của H. solorensis là các loài thủy sinh không xương sống. Cá cái và cá con thường sống trong một nhóm nhỏ với một con đực đầu đàn.

## Thương mại
H. solorensis được đánh bắt trong các hoạt động buôn bán cá cảnh.